# Encoma
Encoma là một chi bướm đêm thuộc họ Geometridae.